# St. Johannes (Schöndorf (bei Schleiz))

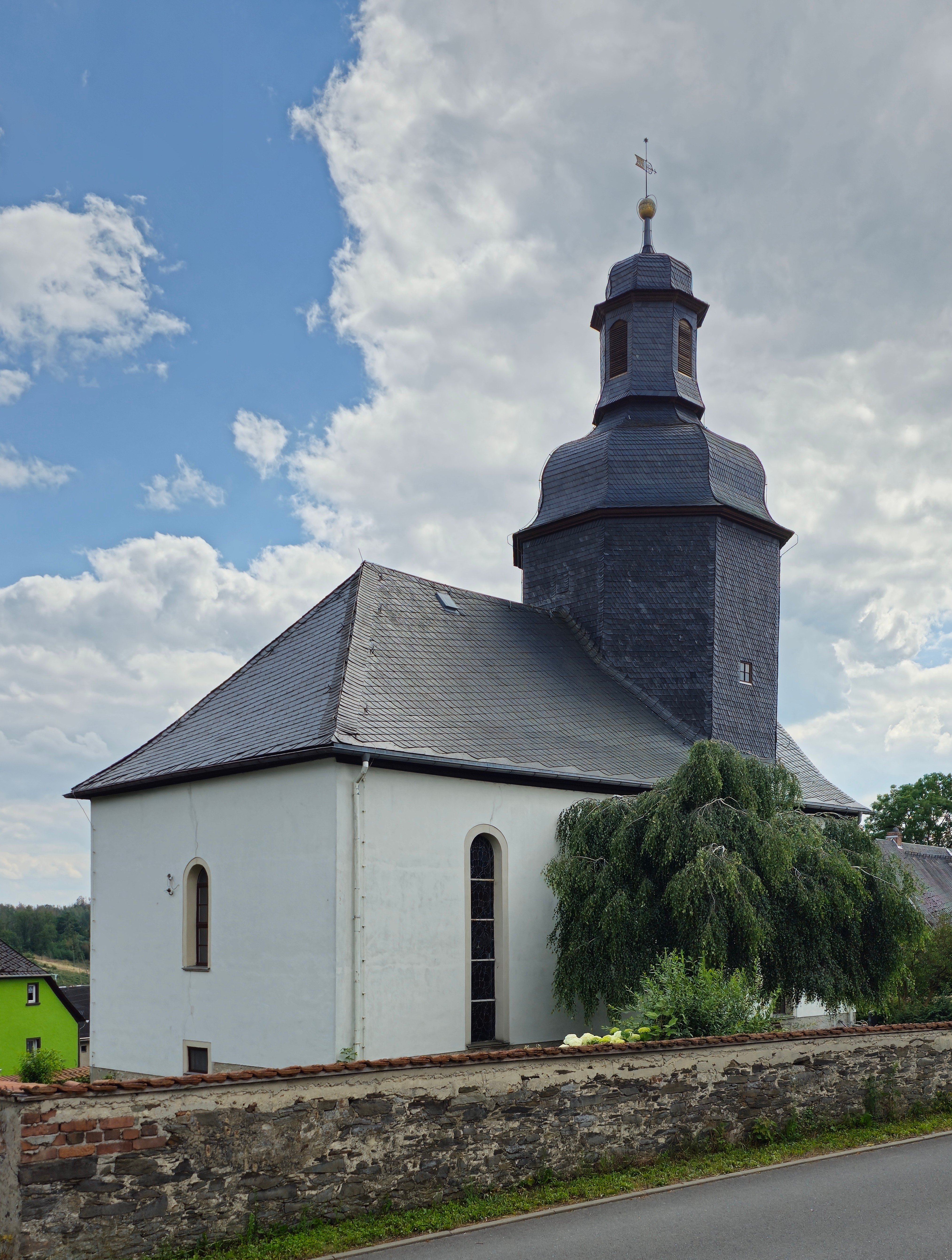
St. Johannes Schöndorf

Die evangelische St.-Johannes-Kirche steht in der Gemeinde Schöndorf im Saale-Orla-Kreis in Thüringen.

## Geschichte

### Die Vorgängerkirche
Eine Vorgängerkirche, die bis in das 13./14. Jahrhundert der fränkischen Dorfgründung zurück reichte, wurde Opfer des Dreißigjährigen Krieges. Lediglich die bis heute auf dem Turm befindliche Bronzeglocke ist aus der Vorgängerkirche erhalten. An ihr findet man die Jahreszahl 1654 und die Inschrift „Quaerite primo regnum – Suchet das Reich Gottes“.
Die Einführung der Reformation im Ort ist für das Jahr 1528 in Neustadt an der Orla bezeugt.

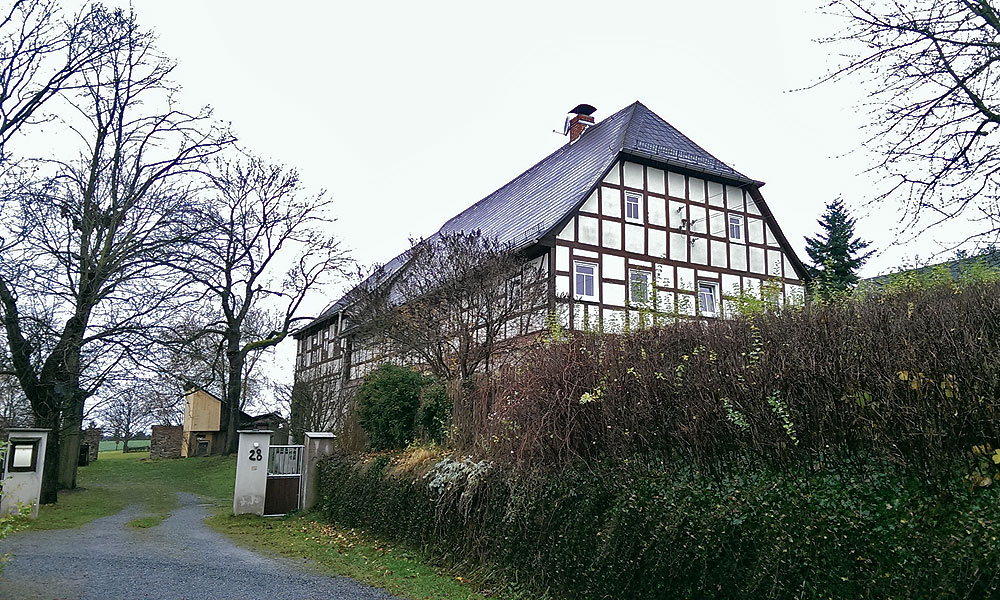
Das Pfarrhaus von Schöndorf

### Das Pfarrhaus
Das gut erhaltene Pfarrhaus entstand 1626, noch bevor der Dreißigjährige Krieg das Land heimsuchte. Ehedem stand neben dem Pfarrhaus ein Gebäude, welches als Brauhaus genutzt wurde und in dem sich die Kirche ihr Bier selbst braute. Die Kirche Schöndorf hatte soviel Grundbesitz wie ein mittleres Bauerngut. Dazu waren die nötigen Stallungen und Scheunen vorhanden. Bewirtschaftet wurden diese mit Frondiensten aller „Klein Häusler“ in Schöndorf, Külmla und Tausa, Am 20. Juni 1919 brannte die Pfarrscheune nieder, ein Übergreifen auf das Pfarrhaus und die Stallgebäude konnte verhindert werden. Bei einem Luftangriff der Amerikaner auf Schöndorf im Zweiten Weltkrieg am 27. März 1945, wurde ein Teil der Nebengebäude zerstört und das Wohnhaus wurde stark beschädigt.

### Die jetzige Kirche

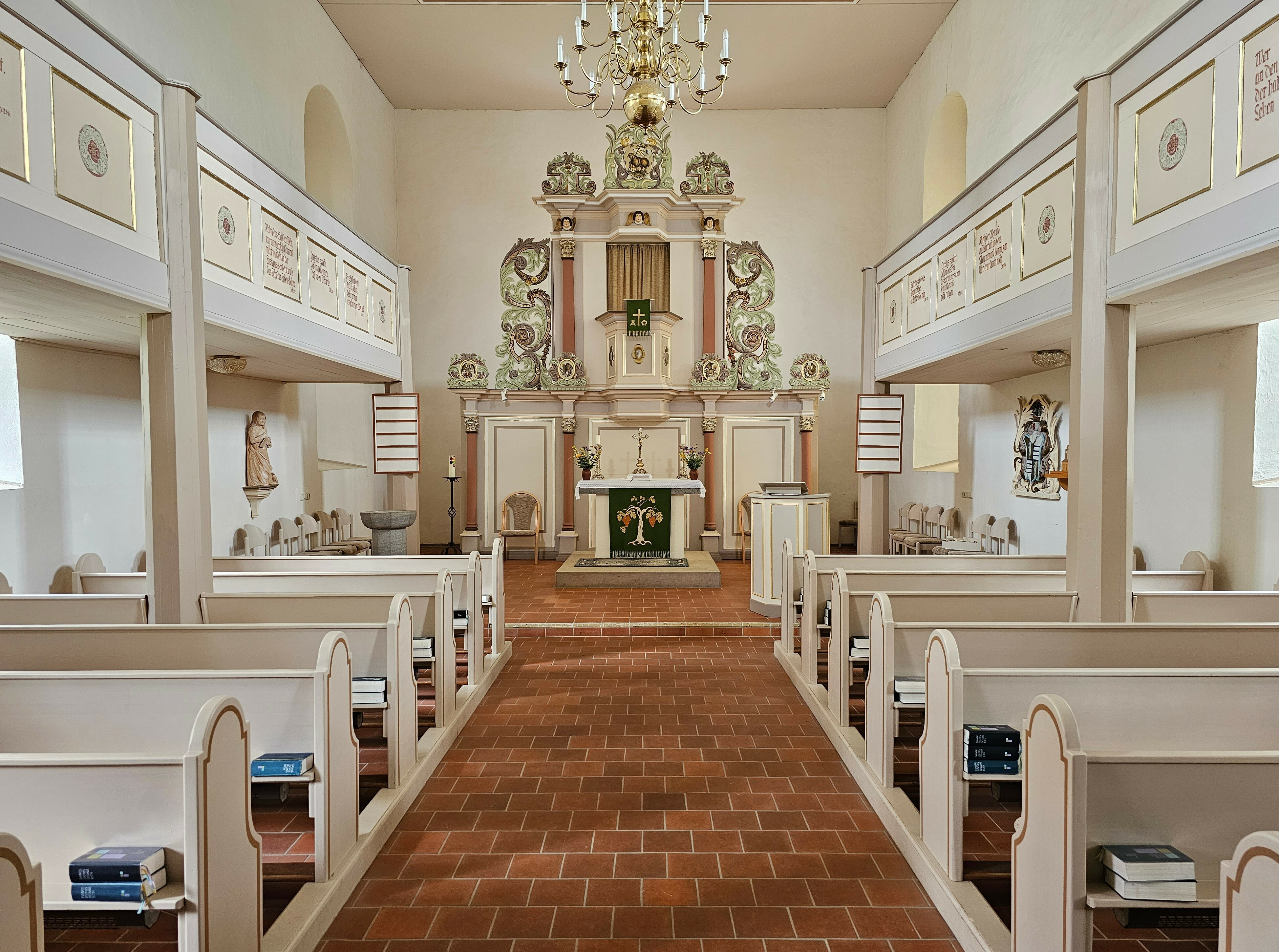
Innenraum (2023)

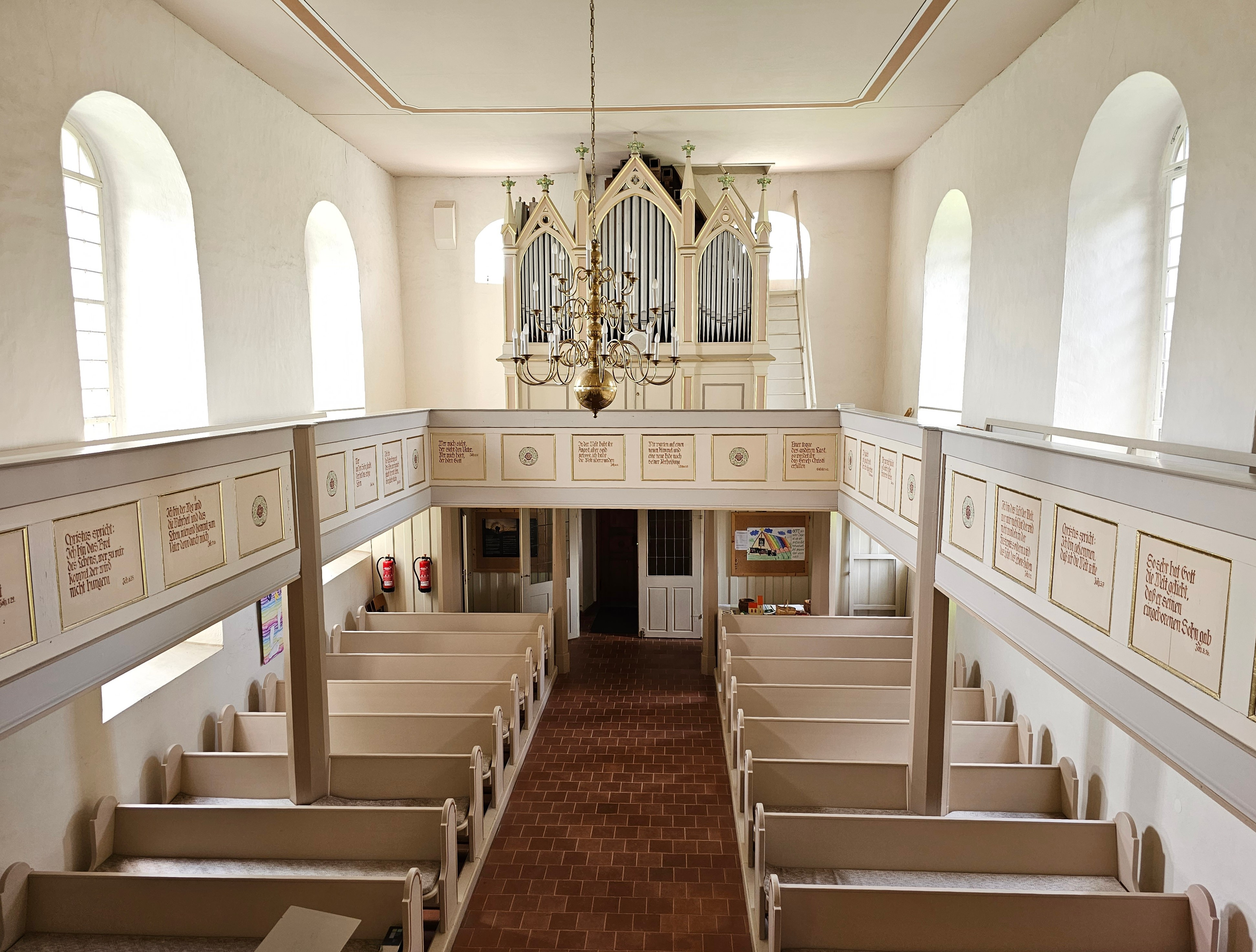
Innenraum, Blick zur Orgel

1716/17 wurde die Kirche in heutiger Gestalt mit dem Barockaufbau und der Kanzelwand errichtet.
Bis Mitte des 19. Jahrhunderts besaß die Kirche am Haupteingang einen großen Vorbau, über den die Emporen zugänglich waren. 1850 wurden im Zuge einer Gesamtrenovierung die Treppen verändert und die zweite Empore etwas abgesenkt. Ende des 19. Jahrhunderts erhielt der Altarraum Buntglasfenster. Die Orgel mit einem neugotischen Prospekt wurde 1883 von Adam Eifert erbaut. Sie verfügt über 16 Register auf zwei Manualen und Pedal. Eine Überholung erfolgte 1997.
1890 wurde eine neue Bronzeglocke in Dienst gestellt, die schon 1917 wieder vom Kirchturm genommen worden ist, um zum Bau von Waffen für den Ersten Weltkrieg eingeschmolzen zu werden. Der Abschiedsgottesdienst für die alten Glocken fand am 24. Juni 1917 statt. Die Bronzeglocke wurde durch eine Eisenglocke ersetzt.
Weitere Renovierungen erfolgten 1928 sowie 1966 nüchtern in weiß-grau. Taufstein wie Altar wurden neu gestaltet. 1996/97 folgten Dachwerk und Kirchendecke, dann die farbliche Innenrenovierung, ebenso der Fußboden und das Gestühl.
Am 6. Juli 1997 weihte Landesbischof Roland Hoffmann die Dorfkirche auf den Namen Johannes festlich ein. Die Renovierung kostete 400.000 DM.
Ein achteckiger Dachreiter krönt das Kirchengebäude.

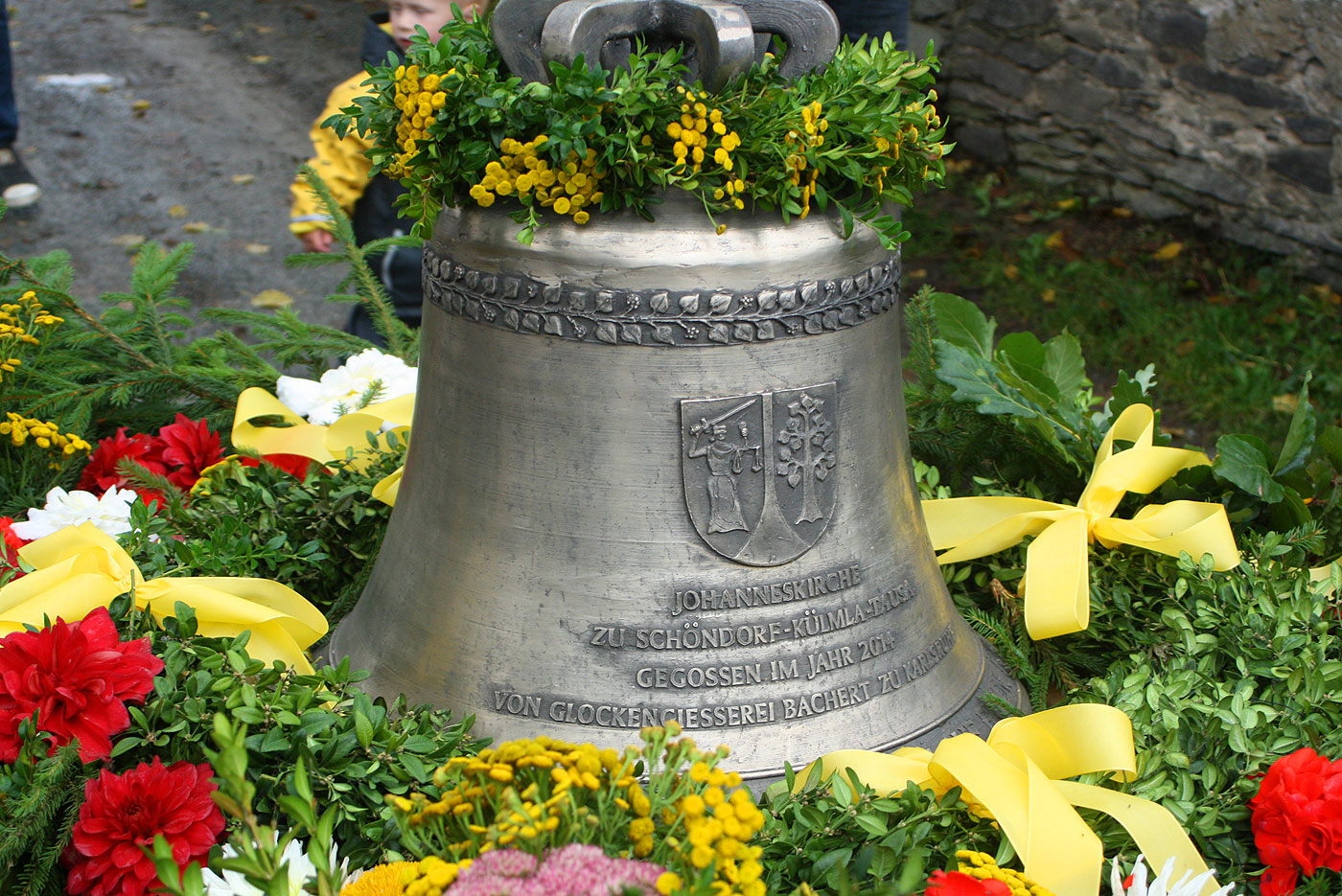
Glocke der Dreieinigkeit der Johanneskirche Schöndorf bei der feierlichen Glockenbegrüßung

### Neue Glocke und neuer Glockenstuhl
Im Jahr 2014 musste der Glockenstuhl restauriert werden, da Fäulnis und Insekten die Tragfähigkeit der alten Balken nicht mehr sicher stellten. Gleichzeitig wurde eine neue Bronzeglocke gegossen, welche die alte Eisenglocke von 1917 ersetzte. Der Guss der ersten Glocke am 29. November 2013 in Karlsruhe misslang, sodass eine zweite gegossen wurde. Die neue Glocke der Dreieinigkeit wurde am 14. September 2014 mit einer Glockenbegrüßung, bei der die neue Glocke durch die drei Dörfer der Kirchgemeinde gefahren wurde, und einem Gottesdienst in Empfang genommen.
Der Umbau und der Guss der neuen Glocke kosteten 30.000 Euro. Die Mittel dafür wurden aus Spenden und Lottomitteln aufgewendet.